# Philipp Bitterling
Philipp Bitterling (* 5. Januar 1970) ist ein deutscher Journalist, Moderator und Programmentwickler.

## Leben
Bitterling bestand 1989 das Abitur am Johann-Rist-Gymnasium in Wedel und studierte von 1990 bis 1995 Rechtswissenschaft an der Universität Trier, welches er mit dem ersten Staatsexamen abschloss. Zu Studienzeiten war er bereits als freier Mitarbeiter im Medienbereich tätig und arbeitete unter anderem für die Deutsche Presseagentur, den Trierischen Volksfreund sowie den Rundfunksender Radio RPR. Bei Radio RPR in Ludwigshafen absolvierte er von 1995 bis 1997 ein Volontariat.
In der Zeit von 1998 bis 2001 war Bitterling als Rundfunksprecher und -redakteur bei den Sendern SWR3 und SWR4 sowie beim SWR-Fernsehen tätig. Er wechselte 2001 zum Sender WDR2 und war dort als Redakteur beschäftigt. Im Jahr 2003 war Bitterling im Deutschlandfunk Redakteur und Moderator der Sendung „Campus & Karriere“. Im Zeitraum 2003 bis 2008 arbeitete Bitterling redaktionell im Lokalprogramm des WDR-Fernsehens. Ab 2008 war er beim WDR-Fernsehen als Programmentwickler tätig, ab Beginn 2016 gehörte dieses Amt als Teil der Koordinatorenstelle zur Fernsehprogrammdirektion des Westdeutschen Rundfunks. Gemeinsam mit Corinna Liedtke war Bitterling verantwortlicher Redakteur der Humorsendung „Das Lachen der Anderen“, die 2017 mit dem Deutschen Fernsehpreis ausgezeichnet wurde und 2016 für einen Grimme-Preis nominiert war. Auch die ebenfalls in Bitterlings Verantwortungsbereich fallende Sendung „Feuer & Flamme“ stand auf der Kandidatenliste für den Deutschen Fernsehpreis. Er war darüber hinaus für weitere Formate wie „Land & lecker“, „Der Vorkoster“, „Viel für wenig“ und „Lichters Schnitzeljagd“ verantwortlich.
2019 verließ Bitterling den WDR und wechselte als Leiter der multimedialen Abteilung Programmplanung und -entwicklung zum SWR.